# IFRD1
La regulador del desarrollo 1 asociado a interferón (IFRD1) es una proteína codificada en humanos por el gen IFRD1.
El gen IFRD1 es expresado principalmente en neutrófilos. Diversos estudios han identificado a IFRD1 como un gen modificador de la patología pulmonar conocida como fibrosis quística.

## Interacciones
La proteína IFRD1 ha demostrado ser capaz de interaccionar con:
- HDAC1[4]